# Козаче (гідрологічний заказник)
Коза́че  — гідрологічний заказник місцевого значення в Україні. Розташований у межах Носівського району Чернігівської області, на північний схід від села Іржавець.
Площа 19 га. Статус присвоєно згідно з рішенням Чернігівського облвиконкому від 27.12.1984 року № 454; від 28.08.1989 року № 164. Перебуває у віданні ДП «Ніжинське лісове господарство» (Іржавецьке л-во, кв. 34, 35, 41).
Статус присвоєно для збереження лучно-болотного природного комплексу, розташованого серед лісового масиву, в деревостані якого переважають насадженнями дуба, вільхи. На луках розріджено зростає верба, сосна.

## Галерея

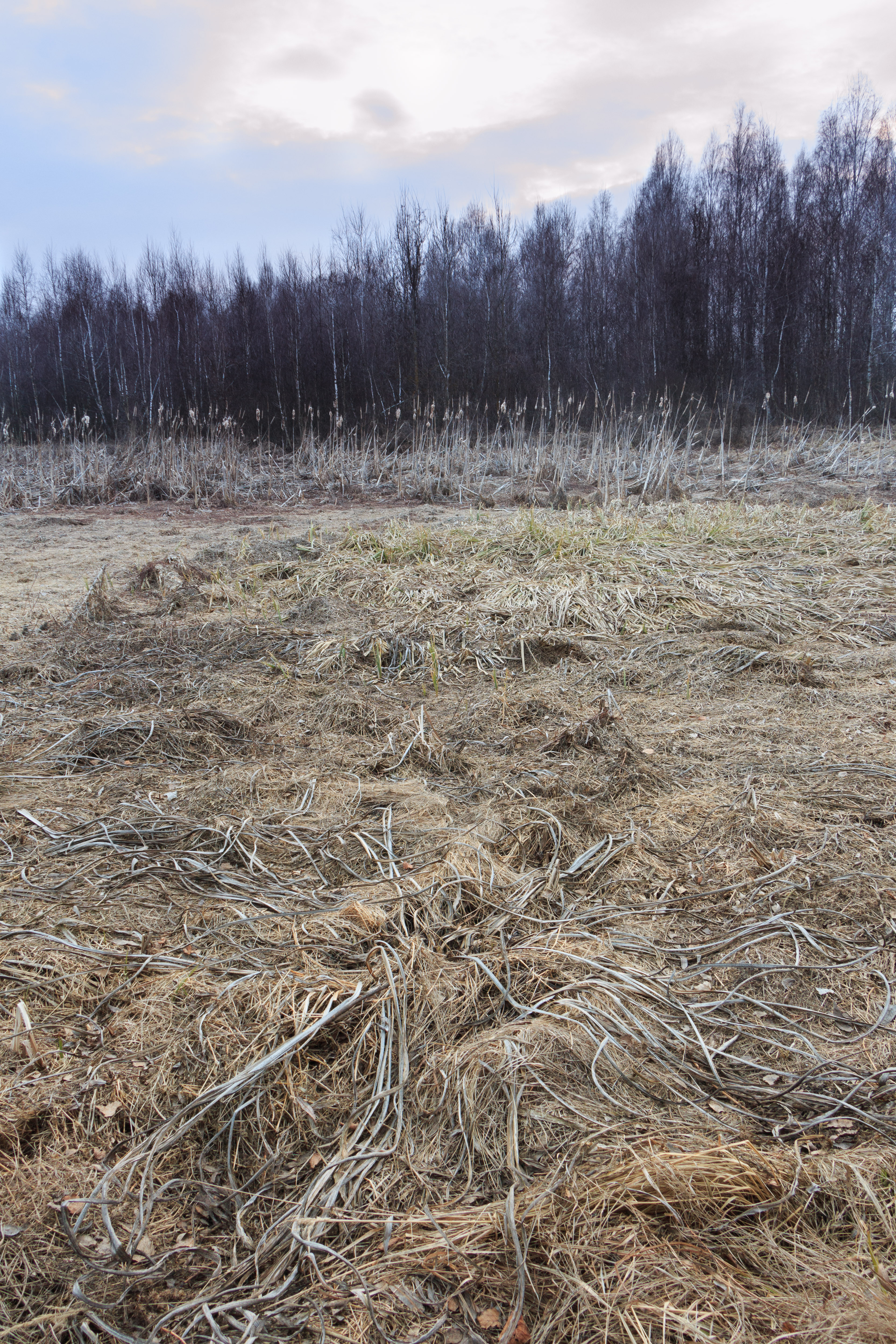
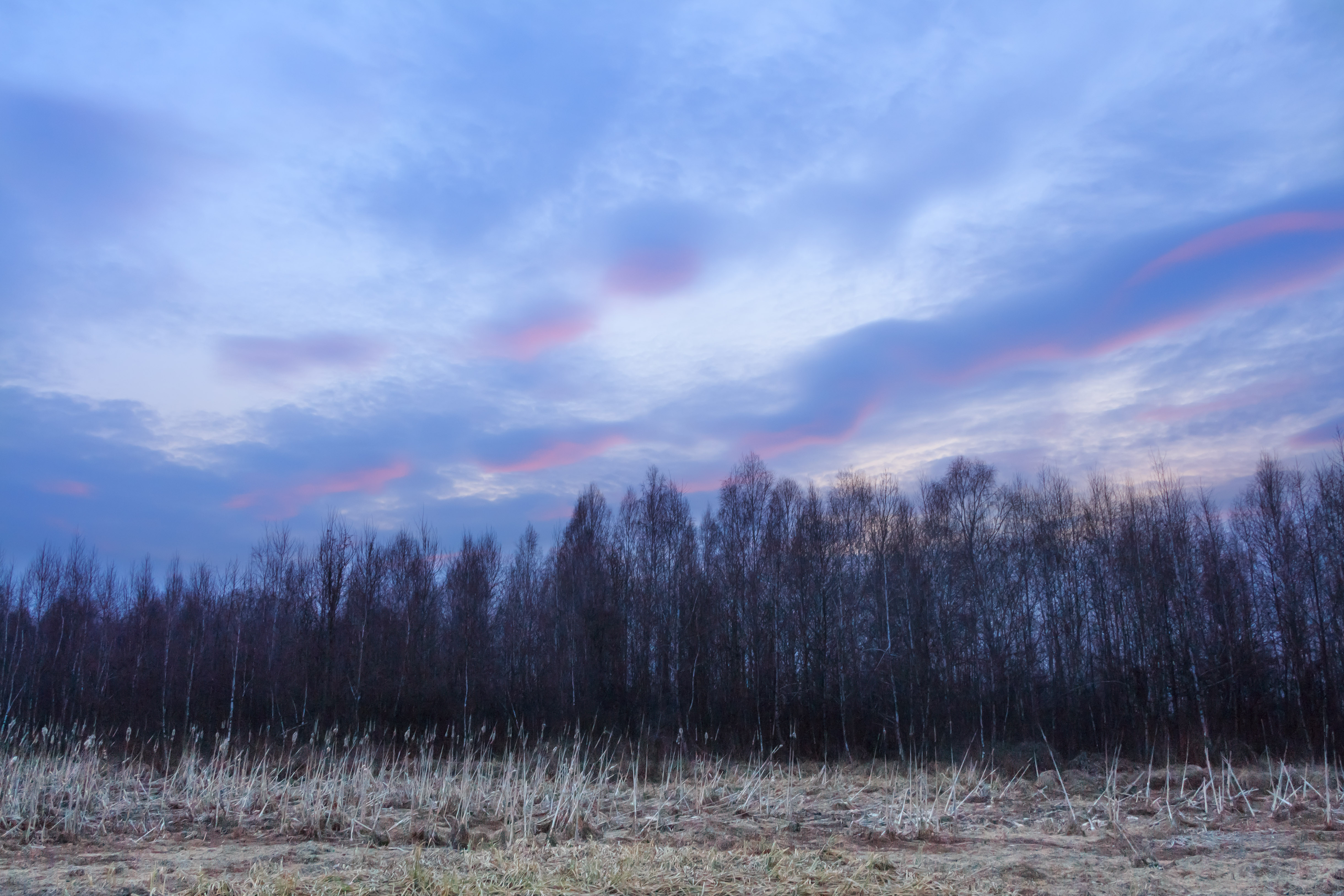
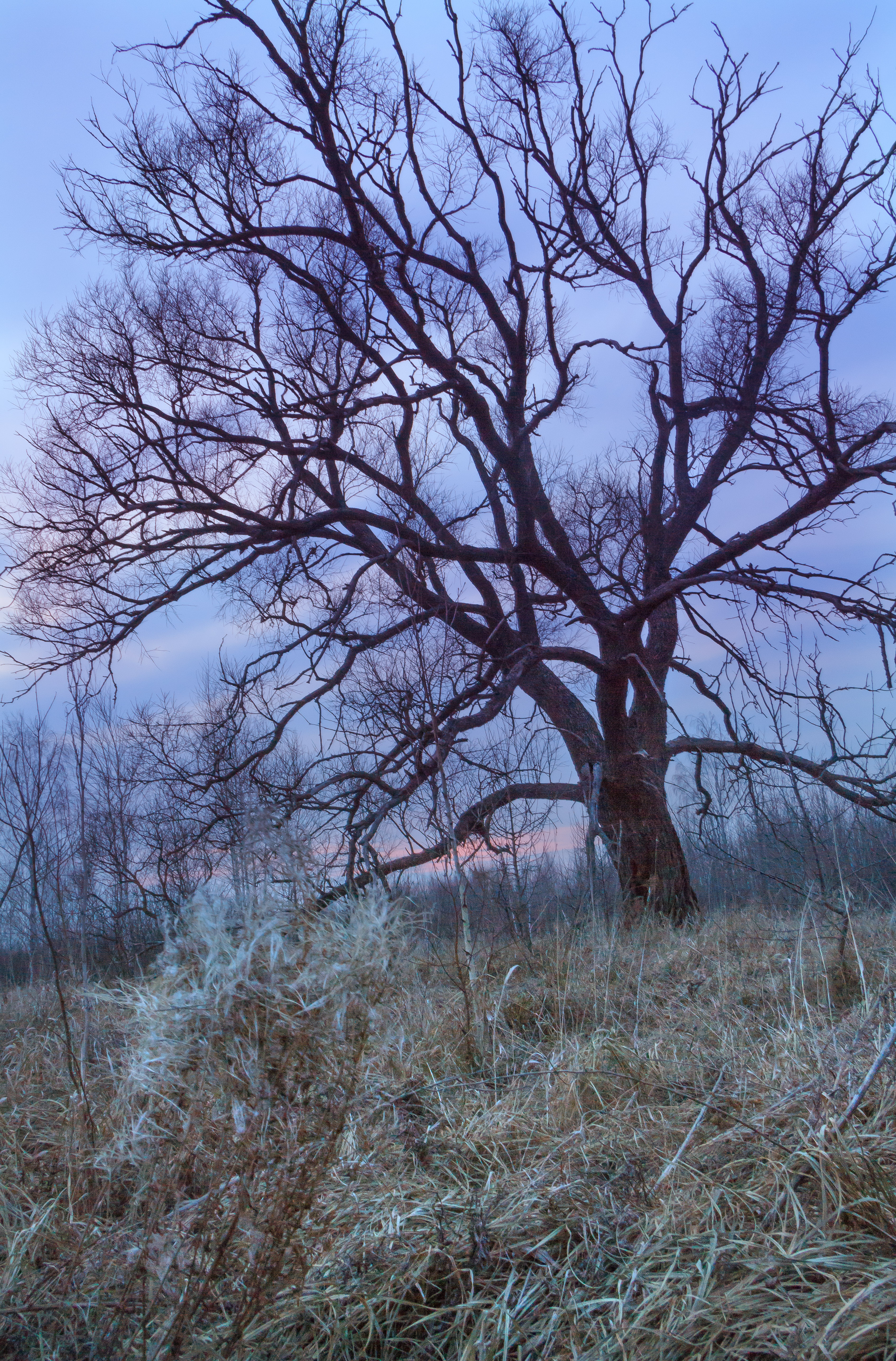